# 長尾邦景
長尾 邦景（ながお くにかげ）は、南北朝時代から室町時代中期にかけての武将。越後国守護代。越後長尾氏3代当主。

## 略歴
長尾高景の嫡男として誕生。元中6年/康応元年（1389年）に佐渡国遠征中に没した父に代わって家督を継ぐ。越後上杉家当主は在京する事が多く、守護代である越後長尾氏に権力が集中した。このため、守護としての実権を回復させようとする守護と現地の状況を把握している守護代の対立が絶えなかった。特に応永年間末には室町幕府から越後守護・上杉頼方を通して越後国人達に邦景討伐の御教書が出される騒ぎとなっている（越後応永の大乱）。このため、邦景は次第に越後上杉家から宗家である山内上杉家に入った関東管領・上杉憲実（頼方の弟）に接近してその傘下に入る。嫡男の実景の名乗りである「実」も憲実からの一字拝領と言われている。その後、管領・畠山満家の支援を受けて前守護上杉朝方（頼方・憲実の兄）の遺児である房朝を擁立し、頼方を失脚に追い込んだ。
後に憲実が鎌倉公方・足利持氏と対立した際には邦景は憲実を支持しており、正長元年（1428年）には6代将軍・足利義教に対して持氏の動向が不穏であると上申を行い、同年11月には義教より管領・畠山満家を通じて謝礼の太刀が贈られている。続いて永享7年（1435年）には邦景自らが上洛して義教に対して持氏討伐について意見を述べている。やがて、憲実と持氏の対立の悪化によって永享の乱・結城合戦が相次いで勃発すると、邦景は憲実に援軍を派遣する。特に後者では結城氏討伐の命を受けた守護・清方に嫡男・実景及び色部重長ら有力国人を補佐として付けて出陣させ、結城合戦における越後上杉軍の活躍に寄与し、邦景父子は将軍義教から功績を賞賛された。
ところが、房朝の死後に後を継いだ上杉房定は、宝徳2年（1450年）に本拠を京都から越後本国に移して邦景を抑えようと図り、邦景と対立する。折りしも房定は他の上杉一族の意向を無視して持氏の子・永寿王丸（後の足利成氏）を次期鎌倉公方に擁立しようと図った。これに対して邦景は持氏の遺児である永寿王丸は、自分の父を滅ぼした上杉一族を恨んでおり、これを復権させることは憲実を初めとする関東の上杉氏一族を危険に晒す事になると諫言した。だが、これを山内上杉家の力を背景として主君の自分を軽んじているとみた房定は11月12日の邦景を捕らえて切腹を命じた。
邦景の死後、信濃国に追われた子・実景は反乱を起こしたものの攻め滅ぼされ、守護代の地位は庶流の長尾頼景（邦景の甥）に移った。だが邦景の危惧は不幸にも的中し、房定の後ろ盾で鎌倉公方に就任した成氏は、関東管領上杉憲忠（憲実の子）を「父の仇」として殺害して上杉氏討伐の兵を起こして房定らを攻め、長く続く享徳の乱を引き起こすことになる。